# Les Canals (Castellterçol)
Les Canals és una masia del terme municipal de Castellterçol, al Moianès.
Està situada en el sector nord-est del terme, ran mateix del termenal amb Castellcir. És a la dreta del Torrent Mal, a llevant del Molí de l'Oller i al sud-oest de les Basses.